# Лауфилитонга
Самуэлио Фатафехи Лауфилитонга (тонг. Sanualio Fatafehe Laufilitonga) — высший священный верховный правитель Империи Тонга, последний представитель династии Туи-тонга.

## Биография
Лауфилитонга родился 24 августа 1797 года и был единственным сыном 38-го туи-тонга Фуанунуиава и его второй жены Тупу Вейонго Мохеофо, старшей дочери 13-го туи-канокупулу Мумуи Тупуила Мапатонгиаману.
Он сменил своего отца в 1810 году на посту главы дома Тонга, но считался слишком молодым, чтобы стать «туи-тонга». Священный титул туи-тонга оставался вакантным в течение семнадцати лет. К тому времени этот титул потерял былое влияние и престиж, а настоящая власть принадлежала династии Туи-канокуполу.
Лауфилитонга, однако, стремился восстановить власть дома Туи-тонга и пытался расширить свою роль духовного и политического лидера. Он оспорил власть проживающего на островах Хаапай туи-канокуполу Тауфа’ау (впоследствии короля Джорджа Тупоу I).
Кульминацией этой борьбы стала битва при Велате, на Лифуке, в 1826 году. В этом сражении Лауфилитонга потерпел поражение.
Хотя в 1827 году Лауфилитонга принял титул туи-тонга, однако его обладатель больше не имел ни политической, ни духовной власти.
7 ноября 1851 года Лауфилитонга был крещен католическими миссионерами под именем Самуэлио Фатафехи Лауфилитонга.
9 декабря 1865 года Лауфилитонга умер, не оставив наследников, и был похоронен в Ланги Туофефафа в Муа. После этого титул туи-тонга был упразднён.
Его жена Салоте Лупепау позже вышла замуж за первого короля Тонга, Джорджа Тупоу.